# Yardley, Pennsylvania
Yardley är en kommun av typen borough i Bucks County i Pennsylvania vid Delawarefloden på gränsen till New Jersey. Vid 2010 års folkräkning hade Yardley 2 434 invånare.

## Kända personer från Yardley
- Brian O'Neill, ishockeyspelare
- Aileen Quinn, skådespelare
- Robert Morris Yardley, politiker